# 黃牧甫

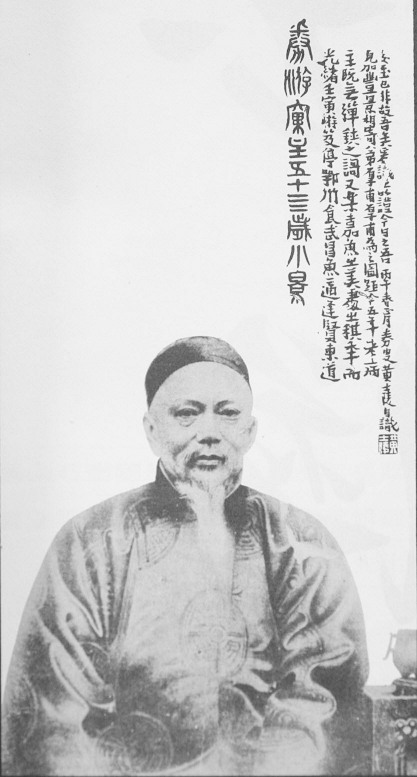

黄士陵（1849年—1908年），原名士陵，字牧甫，以字行，又字牧父、穆父，号倦叟、倦游窠主、黟山人、黟山病叟，斋号蜗篆居、延清芬室、旧德邻屋、古槐邻屋，清朝篆刻家、书法家、画家，首创用金文入印的手段，主张“印外求印”，开创了“黟山派”。

## 生平
他是安徽黟县黄村人，自小对篆刻感兴趣，8、9岁时就开始学习刻印，14岁左右父母双亡，他靠卖印为生。1880年，他从南昌搬到广州，结识了不少当地篆刻家和官员。1885年，经过长善和其子志锐推荐，到北京国子监读书，仍专攻金石学，求学于盛昱、王懿荣、吴大澂，曾为吴大澂的《说文古籀补》续写《续说文古籀补》，经手了不少出土古物，并借鉴出土古物文字发展印学。

## 风格

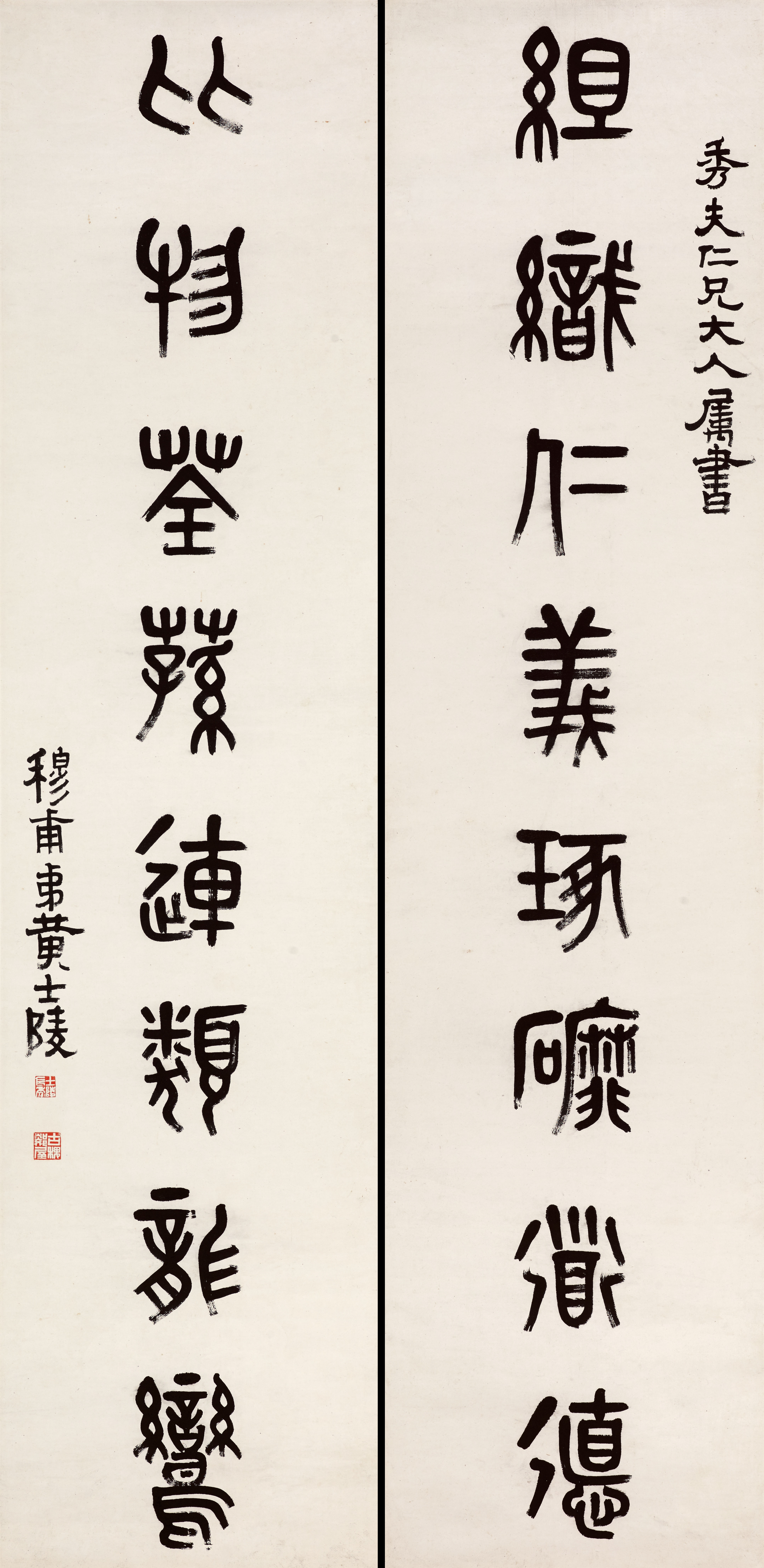
黄士陵篆书八言联

其篆刻风格学自赵之谦，以汉印为宗，但后来也融入了不少自己的金石文字理解。沙孟海说：“学赵之谦的人极多，著名的也不在少数，其中以黄士陵最为大家”。
其书法早年学自吴让之、中年学自吴大澂，晚年“人书俱老”归于平正。